# 中华人民共和国第九届残疾人运动会暨第六届特殊奥林匹克运动会
中华人民共和国第九届残疾人运动会暨第六届特殊奥林匹克运动会于2015年9月12日-9月19日在四川举行。此次比赛是全国残疾人运动会和全国特殊奥林匹克运动会首次合并，并由同一省份在同一时期举办，来自全国31个省区市、新疆生产建设兵团以及香港、澳门特别行政区等共35个代表团的2382名残疾人运动员参赛。

## 象征

### 会徽
会徽设计取书法写意的数字“9”（9与6的共体）、汉字“川”字与“蜀”、残运会首字母“SCY”等为核心设计元素，寓意全国第九届残运会暨第六届特奥会在四川举行；数字“9”上半部分构成轮椅的造型、运动圣火、连绵的山脉、飞兽，下半部分构成“川”、跑道、奔腾的长江等元素，勾画出形似轮椅上奋力冲刺的运动员异象，形象直观的彰显出“平等、参与、共享”的精神与四川地方特色。

### 吉祥物
吉祥物“川川、迎迎”，以四川最具代表性的珍稀动物川金丝猴、熊猫为原型，寓意“四川欢迎您！”，又分别代表“残运会、特奥会”

### 口号
快乐运动,逐梦天府。

## 比赛项目
本届运动会共设29个大项，其中在四川省进行的残运会项目有17个大项，超过970个小项(含先期比赛项目)；特奥会项目有8个大项，超过660个小项。
由于两个运动会首次合并举办，比赛项目多，4、5月在成都、绵阳、遂宁进行了残运会5个先期项目和8个特奥项目的比赛。9月12－19日在成都、眉山赛区展开了残运会12个大项、644个小项的角逐。

## 成绩
本届赛事取消省份金牌榜、奖牌榜以及总积分的排名，只公布各项目比赛成绩。闭幕式上，北京、天津等31个代表团荣获体育道德风尚奖，香港、澳门特别行政区代表团获颁参赛纪念奖。